# Eugalta longipes
Eugalta longipes là một loài tò vò trong họ Ichneumonidae.